# STAND BY ME 哆啦A夢 2
《STAND BY ME 多啦A夢 2》，是一部於2020年11月20日上映的日本動畫電影，為2014年電影《STAND BY ME 哆啦A夢》的續集，《哆啦A夢》50周年紀念作品。本片由八木龍一和山崎貴共同執導，故事改編自藤子·F·不二雄的漫畫《哆啦A夢》。本片是進入令和時代和2020年代第一部3D劇場版动画。

## 劇情大綱
在大雄生日當天，他的零分考卷被媽媽發現，並被嚴厲斥責。難過的大雄懷疑不是父母親生的，在他打算把考卷藏起來時，發現祖母縫製給自己的熊布偶，便很懷念在自己四歲時過世的祖母。大雄和哆啦A夢用時光機回到過去探望祖母，祖母表示想見見大雄未來的新娘。由於擔心把祖母直接帶去未來會造成麻煩，哆啦A夢便拿出時光電視，並因此發現大雄在結婚當天逃跑了。
哆啦A夢和大雄趕緊前往未來，發現成年大雄遲遲沒有出現在結婚會場，哆啦A夢便用時光包巾將大雄變為成人模樣，讓他代替成年大雄結婚。雖然大雄順利結了婚，但這終究不是辦法，大雄離開會場後恢復原狀，並和哆啦A夢四處找尋真正的成年大雄，並發現成年大雄駕著大雄和哆啦A夢來未來的時光機逃跑了。
哆啦A夢使用道具通知現代的大雄把時光機帶來，並在現代找到成年大雄，得知他逃婚的原因是害怕自己無法無法給靜香帶來幸福。成年大雄試圖透過逃避來轉換心情，便使用交換繩將自己的靈魂和大雄的靈魂交換，擁有小孩身體的成年大雄再次享受了兒時的樂趣，但也招惹到不少麻煩，更因為交換繩的瑕疵差點失去記憶，所幸最後大雄和成年大雄的靈魂順利返回各自的身體。
大雄和成年大雄一起回到大雄出生的那一天，確認自己是父母親生的，也得知自己姓名的由來，之後成年大雄回到自己的時代，繼續和靜香的婚禮。而大雄和哆啦A夢也回到祖母還在的時代，將祖母帶到結婚會場，在聽完成年大雄的結婚致詞後，祖母感到心滿意足，並對成為能為了實現與自己的約定而如此拚命的大雄感到開心。
最後返回現代的途中，大雄不小心被遺忘棒敲中，忘記整個過程的記憶...。

## 沿革
2019年12月12日，公開《STAND BY ME 哆啦A夢 2》消息和釋出首支預告片，並預定在2020年8月7日上映。
前作《STAND BY ME 哆啦A夢》上的宣傳以多啦A夢說一句說話：『大雄，我要走了......』作為開始，而引起全民焦點，這次《STAND BY ME 哆啦A夢2》的宣傳，是大雄回到過去與祖母相見，祖母一句說話：『想見到大雄的妻子......』作為開頭。
2020年3月19日，由於受「2019冠狀病毒病日本疫情」对日本乃至东京都的影响，本片決定延期上映，為開播以來首次。
2020年7月27日，宣佈妻夫木聰回歸聲演青年大雄，而宮本信子則聲演大雄的祖母。
2020年10月7日，宣佈電影將於2020年11月20日在日本上映，並宣佈主題曲《虹》由菅田將暉演唱。
2020年10月21日，宣佈笨蛋節奏和羽鳥慎一加入配音陣容，分別聲演未來百貨公司銷售員中目黑以及秘密道具交換繩。
香港電影發行商「洲立影片發行（香港）有限公司」負責《STAND BY ME 多啦A夢 2》在港澳發行及上映的業務，本作邀請了「大雄」和「靜香」電視版初代配音員回歸聲演，其中「靜香」初代配音員是孫明貞在水田版的首秀。翡翠台於2021年8月14日晚上8時30分至10時30分以全高清畫質播出，成為香港史上首部與公映檔期相隔最短（4個月）在免費電視頻道黃金時間首播的電影，翡翠台播出時為無綫電視粵語配音組配音版本，據收視盒數據顯示，播出的收視錄得12.8點，以現時每點收視代表65390，總觀看人數為836992，為公映版的2倍以上（按公映版上映截至6月7日錄得314611觀影人次）。
中國大陸版本的哆啦A夢由前作的劉純燕，改由台灣版本的陳美貞聲演，與主篇電影保持一致。

## 配音員
※本作在香港存在兩個粵語配音版本。
- 公映版本：2021年4月1日先在香港戲院上映、後來收錄於Blu-ray及DVD並在多個本地串流平台上線，由洲立影片發行。
- TVB版本：2021年8月14日在翡翠台首播刪減版本，及後亦於myTV SUPER上線並在TVB旗下頻道重播。其中完整版僅播出三次，首次免費電視播出完整版是2024年1月1日翡翠台重播。

◎myTV SUPER是香港唯一同時提供兩個粵語配音版本的平台。

### 宣傳片旁白
- 臺灣
  - 預告片（公映版本）：康殿宏
- 香港
  - 預告片（公映版本）：不明
  - 電視首播及重播宣傳片（TVB版本）：黃昕瑜（多啦A夢）

### 角色（台灣譯名）
| 角色                | 配音員            | 配音員                                           | 配音員                                           | 配音員                                             | 配音員                                             | 配音員                                           |
| 角色                | 日本              | 台灣                                             | 台灣                                             | 香港                                               | 香港                                               | 中國大陸                                         |
| 角色                | 日本              | 公映版本                                         | Netflix版本                                      | 公映版本                                           | TVB版本                                            | 中國大陸                                         |
| ------------------- | ----------------- | ------------------------------------------------ | ------------------------------------------------ | -------------------------------------------------- | -------------------------------------------------- | ------------------------------------------------ |
| 哆啦A夢             | 水田山葵          | 陳美貞                                           | 陳美貞                                           | 楊婉潼                                             | 黃昕瑜                                             | 陳美貞                                           |
| 大雄                | 大原惠            | 楊凱凱                                           | 楊凱凱                                           | 曾慶珏                                             | 陸惠玲                                             | 伍鳳春                                           |
| 成年大雄            | 妻夫木聰          | 賈文安                                           | 宋昱璁                                           | 黎景全                                             | 張方正                                             | 郝祥海                                           |
| 幼年大雄            | 川原瑛都          | 楊凱凱                                           | 楊凱凱                                           | 佚名配音員                                         | 陸惠玲                                             | 張澤睿                                           |
| 嬰兒大雄            | 守屋楽弥          | 徐瑀甄                                           | 採用日語原音                                     | 佚名配音員                                         | 陸惠玲                                             |                                                  |
| 靜香                | 嘉數由美          | 許淑嬪                                           | 許淑嬪                                           | 孫明貞                                             | 梁少霞                                             | 李約珥 鞏大方（成年）                            |
| 胖虎                | 木村昴            | 于正昌                                           | 于正昌                                           | 簡懷甄                                             | 黃啟昌                                             | 童景 馮盛（成年）                                |
| 小夫                | 關智一            | 劉傑                                             | 劉傑                                             | 黃鳳英                                             | 林丹鳳 李安邦（成年）                              | 朱博宇 藤新（成年）                              |
| 野比玉子            | 三石琴乃          | 許淑嬪                                           | 許淑嬪                                           | 陳安瑩                                             | 袁淑珍                                             | 谷子                                             |
| 野比大助            | 松本保典          | 劉傑                                             | 劉傑                                             | 潘文柏                                             | 葉振聲                                             | 陳喆                                             |
| 靜香爸爸            | 田原阿爾諾        | 于正昌                                           | 宋克軍                                           | 馮瀚輝                                             | 蕭徽勇                                             | 尹緯逸                                           |
| 靜香媽媽            | 折笠愛            | 陳美貞                                           | 魏晶琦                                           | 王綺婷                                             |                                                    | 張梓墨                                           |
| 出木杉英才          | 萩野志保子        | 許淑嬪                                           | 徐瑀甄                                           | 高瀚章                                             | 曹啟謙                                             | 張梓墨                                           |
| 胖妺                | 山崎香草          | 錢欣郁                                           | 徐瑀甄                                           |                                                    | 雷碧娜                                             |                                                  |
| 老師                | 高木涉            | 劉傑                                             | 劉傑                                             |                                                    | 招世亮                                             | 陳喆                                             |
| 大雄祖母            | 宮本信子          | 馮嘉德                                           | 魏晶琦                                           | 王慧珠                                             | 雷碧娜                                             | 徐燕                                             |
| 推銷員 中目黑       | 笨蛋節奏          | 魏德                                             | 賴緯                                             | 高瀚章                                             | 麥皓豐                                             | 李楠                                             |
| 交換繩              | 羽鳥慎一          | 吳文民                                           | 賴緯                                             | 陳啟熾                                             | 鍾見麟                                             | 郝祥海                                           |
| 婚宴籌辦人          | 吉野裕行          | 吳文民                                           | 張立昂                                           | 黃榮璋                                             | 鄧志堅                                             |                                                  |
| 靜香叔叔            |                   | 陳彥鈞                                           | 賴緯                                             |                                                    | 張炳強                                             |                                                  |
| 婚宴主持人          | 愛河里花子        | 徐瑀甄                                           | 魏晶琦                                           | 石梓晴                                             | 張頌欣                                             | 楊晨                                             |
| 牧師 （老先生）     | 山口太郎          | 康殿宏                                           | 宋克軍                                           |                                                    | 黃子敬                                             | 張雲明                                           |
| 中学生              | 松本健太 浅利遼太 | 陳彥鈞（齙牙男） 魏德（中分男） 吳文民（黑帽男） | 宋克軍（齙牙男） 賴緯（中分男） 張立昂（黑帽男） | 周倚天（齙牙男） 馮瀚輝（中分男） 陳啟熾（黑帽男） | 梁偉德（齙牙男） 劉奕希（中分男） 胡家豪（黑帽男） | 林帆穎（齙牙男） 劉明月（中分男） 薛成（黑帽男） |
| 老伯                |                   |                                                  |                                                  |                                                    | 盧國權                                             |                                                  |
| 麵店店員 （勉三哥） |                   | 康殿宏                                           | 張立昂                                           | 黃榮璋                                             | 李凱傑                                             |                                                  |
| 護士                |                   | 錢欣郁                                           | 徐瑀甄                                           |                                                    | 凌晞                                               |                                                  |
| 耳機男              |                   |                                                  |                                                  |                                                    |                                                    | 薛成                                             |

- 日本尚有其他配音人員：金子誠、大下昌之、岡部悟、滝谷將太、伊吹茅紘、咲咲木瞳、宮崎珠子、中村源太、柴山大星、鈴江梨紗
- 中國大陸尚有其他配音人員：謝飛、王語歇、王茜瑤、曲昊、王浩宇、嘉靜童聲藝術團

## 音樂
- 本作片頭曲無人聲演唱，為純音樂演奏。

| 類別   | 歌曲         | 作詞         | 作曲         | 編曲    | 演唱                     |
| ------ | ------------ | ------------ | ------------ | ------- | ------------------------ |
| 主題曲 | 《虹》       | 石崎ひゅーい | 石崎ひゅーい | Tomi Yo | 菅田將暉（日本史詩唱片） |
| 插曲   | 《胖虎之歌》 | 杉山昭彥     | 澤田完       |         | 木村昴                   |

## 工作人員

### 台灣

#### 公映版本
- 翻譯：左鈴鐺[14]

#### Netflix版本
- 製片廠：Iyuno-SDI Group Taipei
- 翻譯：蔡隽源

### 中國大陸
- 翻譯：Transn傳神

## 票房
| 上一届： 《哥斯拉大戰金剛》 | 2021年香港一週票房冠軍 第14週 | 下一届： 《複製人徐福》 |

| 上一届： 《速度与激情9》 | 2021年中國內地一周票房冠軍 第22週 | 下一届： 《超越》 |

## 備註
1. ↑  宋昱璁為前作《STAND BY ME 哆啦A夢》台灣唯一配音版本同一角色的配音員

## 外部連結
- 官方网站（日語）
- 互联网电影数据库（IMDb）上《STAND BY ME 哆啦A夢 2》的资料（英文）